# 3397 Leyla
3397 Leyla (1964 XA) là một tiểu hành tinh bay qua Sao Hỏa được phát hiện ngày 8 tháng 12 năm 1964 bởi R. Burnham và N. G. Thomas ở Đài thiên văn Lowell.